# 이와쿠라지역
이와쿠라지역(일본어: 岩峅寺駅)은 일본 도야마현 나카니카와군 다테야마정에 위치한 도야마 지방 철도의 철도역이다. 다테야마 선과 가미다키 · 후지코시 선의 접속역이자, 급행 정차역이다.
상대식 · 섬식 3면 4선 구조의 복합 승강장을 갖춘 지상역이다.

## 이용 현황
| 연도 | 1일 평균 승차 인원 |
| ---- | ------------------ |
| 1995 | 568                |
| 1996 | 566                |
| 1997 | 518                |
| 1998 | 502                |
| 1999 | 457                |
| 2000 | 445                |
| 2001 | 419                |
| 2002 | 415                |
| 2003 | 428                |
| 2004 | 415                |
| 2005 | 432                |
| 2006 | 442                |
| 2007 | 422                |
| 2008 | 405                |
| 2009 | 379                |
| 2010 | 383                |
| 2011 | 390                |
| 2012 | 397                |
| 2013 | 380                |
| 2014 | 389                |
| 2015 | 402                |
| 2016 | 407                |

## 역 주변
- 다테야마 그린파크 요시미네

## 역사
- 1921년
  - 3월 19일 : 다테야마 철도 (현 다테야마 선) 다테야마역이 개업.
  - 8월 20일 : 도야마 현영 철도 (현 가미다키 선) 이와쿠라지역이 개업.
- 1931년 3월 20일 : 도야마 전기 철도가 다테야마 철도를 합병.
- 1936년 8월 18일 : 도야마 전기 철도 다테야마 역을 폐지해서 도야마 현영 철도 이와쿠라지 역으로 환승.
- 1943년 1월 1일 : 교통 대통합에 의해, 현영 철도는 도야마 전기 철도에 양도, 도야마 전기 철도는 도야마 지방 철도로 개칭.
- 2007년 : 영화 「검객 덴노키」의 장소로 사용됨.

## 인접 역
| 도야마 지방 철도 ■ 다테야마 선          | 도야마 지방 철도 ■ 다테야마 선 | 도야마 지방 철도 ■ 다테야마 선 |
| --------------------------------------- | ------------------------------ | ------------------------------ |
| 고햐쿠코쿠 데라다 방면                  | 특급                           | 아리미네구치 다테야마 방면     |
| 고햐쿠코쿠 데라다 방면                  | 쾌속특급 (하행선만)            | 지가키 다테야마 방면           |
| 가마가후치 데라다 방면                  | 급행 (하행선만)                | 지가키 다테야마 방면           |
| 사와나카야마 데라다 방면                | 보통                           | 요코에 다테야마 방면           |
| 도야마 지방 철도 가미다키 선            |                                |                                |
| 다이센지 이나리마치 · 미나미토야마 방면 | ■ 가미다키 선                  | 시·종착역                      |